# Новоямышево
Новоямышево (каз. Новоямышево) — село в Павлодарском районе Павлодарской области Казахстана. Административный центр Кенесского сельского округа, в который также входят сёла Айтым и Каратогай. Код КАТО — 556047100.

## География
Расположено в 44 км к юго-востоку от Павлодара.

## История
Село было центральной усадьбой молочно-мясного совхоза «Ямышевский», который был образован как целинный в 1954 году, через 3 года после образования в него влились бывшие колхозы имени Сталина, имени Карла Маркса и имени Ленина.

## Население
В 1985 году население села составляло 1794 человека, в 1999 году — 1673 человека (822 мужчины и 851 женщина). По данным переписи 2009 года, в селе проживало 1718 человек (831 мужчина и 887 женщин).